# Walking the Streets in the Rain
"Walking the Streets in the Rain" ("Caminhando nas ruas debaixo de chuva") foi a canção que representou a Irlanda no Festival Eurovisão da Canção 1965 que se realizou em Dublin, em 20 de março de 1965. Foi a estreia daquele país na Eurovisão.
A referida canção foi interpretada em inglês por Butch Moore. Na noite do festival, foi a quarta a ser cantada, a seguir à canção espanhola "¡Qué bueno, qué bueno!" e antes da canção alemã "Paradies, Wo Bist Du)", interpretada por Ulla Wiesner. Terminou a competição em sexto lugar, tendo recebido um total de 11 pontos. No ano seguinte, a Irlanda fez-se representar com a canção Come Back to Stay interpretada por Dickie Rock.

## Autores
- Letrista: Teresa Conlon, Joe Harrigan, George Prendergast
- Compositor: Teresa Conlon, Joe Harrigan, George Prendergast
- Orquestrador: Gianni Ferrio

## Letra
A canção é uma balada, com Morre cantando acerca de passear longe da sua antiga amante depois de ela ter terminado o relacionamento. Como ele reconta as emoções no evento, ele faz o comentário que "ninguém sabe que estou chorando/porque Eu estou caminhando nas ruas debaixo de chuva".